# 航旅纵横
航旅纵横（英語：umetrip）是中国民航信息网络股份有限公司于2012年推出的一款的多平台移动服务产品，基于其旅客信息服务系统为旅客提供从出行准备到抵达目的地的信息，为用户提供民航出行信息服务。

## 历史
2025年7月，航旅纵横推出“民航官方直销平台”功能，用户通过该程序可实现多家航司直销机票的比价和购买。

## 相关事件
2018年6月12日，航旅纵横新加入名为“虚拟客舱功能”的新内容。用户在该App中进行选座后，还可以在选座页面上，点击其他已选的座位，下方相应会出现“Ta的个人主页”，点击进去可查看该用户的选择航空公司的偏好、常去的目的地等个人信息。随后，航旅纵横在官方微信平台对此事作出回应，称开发这个功能的目的是为了在“沉闷单调的客舱之下，帮助大家开启有温度的飞行”，并强调了其展示的不是个人的真实身份信息，均为头像、昵称、标签等可编辑的信息，用户可以自行编辑掌握。
2018年6月12日下午，航旅纵横针对“虚拟客舱功能”发布最新回应并道歉，公告称航旅纵横始终将保护旅客信息安全放在首位，致力于帮助用户建立获取信息的智能通道。此功能是正在部分航线测试的新功能，同时非常抱歉此次测试给公众带来的困扰，同时将虚拟个人主页设为默认关闭状态。并承诺“后续航旅纵横会进一步完善产品，坚决做好用户信息保护工作”。
2019年9月21日有网友反映在航旅纵横上选座后，陌生人可以查看其姓名和头像（并且已经受到骚扰），自己也可以查询到陌生人的名字和头像，质疑航旅纵横泄露客户的隐私。航旅纵横发布微博回应称，该功能是默认关闭的，在本人没有开通虚拟身份前，他人无法看到用户的信息。用户可以随时修改、删除虚拟身份，关闭该功能。用户对该功能有开启关闭的自主权。
2020年1月，据国家计算机病毒应急处理中心发布，航旅纵横（版本5.1.3）涉嫌违法、违规应用未向用户明示申请的全部隐私权限，涉嫌隐私不合规。